# Ernesto I, Príncipe de Hohenlohe-Langemburgo
O príncipe Ernesto I de Hohenlohe-Langemburgo (7 de Maio de 1794 - 12 de Abril de 1860) era um cunhado da rainha Vitória do Reino Unido. Era filho do príncipe Carlos Luís I de Hohenlohe-Langemburgo e da condessa Amália de Solms-Baruth.

## Família
Ernesto I foi o quarto filho, primeiro varão, do príncipe Carlos Luís I de Hohenlohe-Langemburgo e da condessa Amália de Solms-Baruth. Os seus avós paternos eram o príncipe Cristiano Alberto de Hohenlohe-Langemburgo e a princesa Carolina de Stolberg-Gedern.

## Casamento
Ernesto casou-se com a princesa Teodora de Leiningen, a única filha de Emich Carlos, 2.º príncipe de Leiningen e da princesa Vitória de Saxe-Coburgo-Saalfeld, no dia 18 de Fevereiro de 1828 no Palácio de Kensington em Londres. Teodora era meia-irmã mais velha da futura rainha.
Sucedeu ao título de 4.º príncipe de Hohenlohe-Langemburgo no dia 4 de Abril de 1825 e recebeu a posição de General-Major.

## Descendência
| Nome                                        | Nascimento             | Morte                   | Idade   | Notas |
| ------------------------------------------- | ---------------------- | ----------------------- | ------- | --- |
| Carlos Luís II de Hohenlohe-Langemburgo     | 25 de outubro de 1829  | 16 de maio de 1907      | 77 anos | Sucedeu ao título em 12 de abril de 1860, mas abdiciou seus direitos em favor de seu irmão menor, em 24 de abril do mesmo ano. |
| Elisa de Hohenlohe-Langemburgo              | 8 de novembro de 1830  | 27 de fevereiro de 1850 | 20 anos | |
| Hermano Ernesto IV de Hohenlohe-Langemburgo | 31 de agosto de 1832   | 8 de março de 1913      | 80 anos | Casou-se com Leopoldina de Baden                                                                                               |
| Vítor de Hohenlohe-Langemburgo              | 11 de dezembro de 1833 | 31 de dezembro de 1891  | 58 anos | Morou na Grã-Bretanha e se casou morganaticamente.                                                                             |
| Adelaide de Hohenlohe-Langemburgo           | 20 de julho de 1835    | 25 de janeiro de 1900   | 64 anos | Casou-se com o duque Frederico VIII de Eslésvico-Holsácia.                                                                     |
| Teodora de Hohenlohe-Langemburgo            | 7 de julho de 1839     | 10 de fevereiro de 1872 | 42 anos | Casou-se com Jorge II de Saxe-Meiningen                                                                                        |